# Josef Schulz

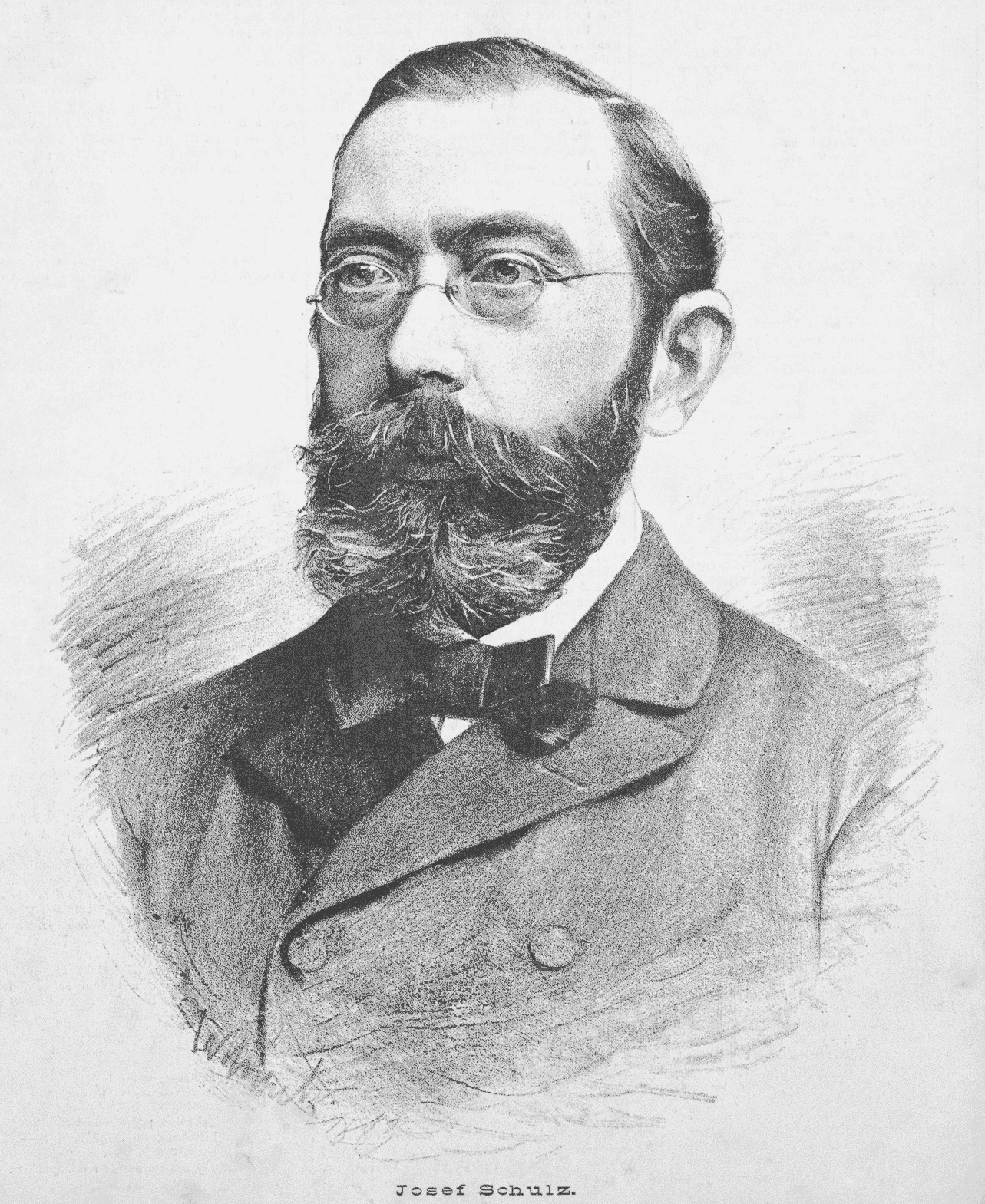
El arquitecto Josef Schulz a los 43 años

Josef Schulz (11 de abril de 1840 - 15 de julio de 1917) fue un arquitecto y restaurador checo. Fue profesor de la Universidad Técnica Checa en Praga, y miembro de la Academia Checa de Ciencias.
Estudió en la Academia de Viena y en Italia. Su fuente de inspiración era el Renacimiento checo e italiano, siendo también influenciado por el historicismo vienés. Sus edificios se caracterizan por la franqueza y la precisión.
Algunas de sus obras son el Museo de Artes decorativas de Praga o el Museo Nacional de Praga.